# Naogannuoru
Naogannuoru (kinesiska: 瑙干诺如, 瑙干诺如苏木) är en socken i Kina. Den ligger i den autonoma regionen Inre Mongoliet, i den norra delen av landet, omkring 280 kilometer nordost om regionhuvudstaden Hohhot.
Genomsnittlig årsnederbörd är 336 millimeter. Den regnigaste månaden är juli, med i genomsnitt 83 mm nederbörd, och den torraste är januari, med 1 mm nederbörd.